# Internet Explorer 11
Internet Explorer 11 (IE11) — одиннадцатая и последняя версия веб-браузера Internet Explorer от Microsoft. Он был официально выпущен 17 октября 2013 года вместе с Windows 8.1 и Windows Server 2012 R2, а 7 ноября 2013 года для Windows 7 и Windows Server 2008 R2. Windows Vista, Windows Server 2008 и более ранние версии не поддерживаются. Браузер также поставлялся с большинства версий Windows 10, выпущенной 29 июля 2015 года но не был встроен; Microsoft Edge является браузером по умолчанию в этой версии Windows. Единственные версии Windows 10, в которых Internet Explorer является встроенным браузером это Windows 10 IoT, Windows 10 LTSB/LTSC. Internet Explorer – браузер по умолчанию, поставляемый с Windows Server 2016 и Windows Server 2019.
С 12 января 2016 года только самые последние версии Internet Explorer, предлагаемые для установки в любой операционной системе Windows, поддерживаются с помощью обновлений безопасности, которые будут действовать до конца жизненного цикла поддержки для этой операционной системы Windows.  В Windows 7 и 8.1 только Internet Explorer 11 будет получать обновления безопасности для оставшейся части жизненного цикла поддержки этих версий Windows. Internet Explorer 11 был доступен для Windows Server 2012 и Windows Embedded 8 Standard, в апреле 2019 года. Это единственная поддерживаемая версия Internet Explorer в этих операционных системах с 31 января 2020 года. Microsoft прекратила поддержку браузера для большинства редакций Windows 10 15 июня 2022 года; только Windows 10 IoT, Windows 10 LTSB/LTSC среди других редакций Windows 10 будут поддерживать Internet Explorer 11 после 15 июня 2022 года. Internet Explorer также будет поддерживаться на Windows 8.1 (все редакции), Windows 8 (только Windows Embedded 8 Standard), Windows Server 2012/R2, Windows 7 (все редакции, на платной основе) и Windows Server 2008 R2 (на платной основе) IE11 будет поддерживаться до конца расширенной, платной поддержки или бесплатных обновлениях в Microsoft Azure (для совместимых ОС). Более старые версии Internet Explorer, такая как IE7 поддерживалась до 10 октября 2023 года для Windows Embedded Compact 2013. IE9 поддерживалась до 9 января 2024 года для Windows Server 2008 (на бесплатных обновлениях в Microsoft Azure).

## Обзор Internet Explorer 11
Microsoft утверждает, что новый Internet Explorer загружает изображения JPG на 45 процентов быстрее, потребляя при этом на 40 процентов меньше памяти, чем предыдущие версии. Пользователи, которые хотят подробней узнать о новых функциях из первых уст, могут посмотреть результаты тестов на ресурсе Modern.ie. Если Вы не желаете устанавливать новый браузер следует воспользоваться «набором средств для отключения автоматической доставки Internet Explorer 11», доступном на сайте Microsoft.
Производительность JavaScript была значительна улучшена. Согласно испытаниям Microsoft, которые проходили с использованием WebKit SunSpide, IE11 превосходит  Internet Explorer 10, Opera 17, Chrome 30 и Firefox 25. Он на 9 процентов быстрее, чем IE10, который в свою очередь превосходит конкурентов на 30 процентов.
Веб-разработчики получили в свое распоряжение новые инструменты: консоль Javascript, DOM Explorer, отладчик, диагностика использования памяти, средство отладки Интерфейс пользователя (UI),  тест производительности скриптов, эмуляция версии браузера. Средства для разработчиков доступны при нажатии F12.
Появилась новая функция прикрепления сайтов к панели задач. Часто используемые ресурсы расположились на расстоянии одного клика. Просто нажмите на иконку сайта на панели задач, и он моментально откроется в новом окне. Для того, чтобы добавить сайт на панель, нужно перетащить его иконку из адресной строки на панель задач.  Можно воспользоваться также меню «Инструменты», чтобы сделать иконку отличимой от иконок обычных приложений. В этом случае сайт становится главной страницей, а его иконка превращается в значок домашней страницы, который расположен рядом с кнопкой «назад». Для дальнейшей персонализации IE заимствует цвета из иконки для изменения внешнего вида кнопок навигации.

## История
Хотя внутренняя сборка IE11 была выпущена 25 марта 2013 года, ее первая предварительная версия не была официально выпущена до июня 2013 года, во время конференции Build 2013, наряду с предварительной версией Windows Server 2012 R2 и Windows 8.1. 25 июля 2013 года Microsoft выпустила предварительную версию для Internet Explorer 11 для Windows 7 и Windows Server 2008 R2 для разработчиков.
| Название             | Версия           | Дата выпуска     | Работает на:                                                                                 | Что нового |
| -------------------- | ---------------- | ---------------- | -------------------------------------------------------------------------------------------- | --- |
| Developer Preview    | 11.0.9431.0      | 26 июня 2013     | Windows 8.1                                                                                  | WebGL, CSS border image, improved JavaScript performance, major update to Internet Explorer Developer Tools, hardware-accelerated JPEG decoding, closed captioning, HTML5 full screen, HTML5 prerender, HTML5 prefetch, Windows 8.1 only: cryptography (WebCrypto), adaptive bitrate streaming (Media Source Extensions), Encrypted Media Extensions, SPDY v3 |
| Developer Preview    | 11.0.9431.0      | 25 июля 2013     | Windows 7 и Windows Server 2008 R2                                                           | WebGL, CSS border image, improved JavaScript performance, major update to Internet Explorer Developer Tools, hardware-accelerated JPEG decoding, closed captioning, HTML5 full screen, HTML5 prerender, HTML5 prefetch, Windows 8.1 only: cryptography (WebCrypto), adaptive bitrate streaming (Media Source Extensions), Encrypted Media Extensions, SPDY v3 |
| Release Preview      | 11.0.9600.16384  | 17 сентября 2013 | Windows 7 и Windows Server 2008 R2                                                           | Улучшениe производительности |
| Internet Explorer 11 | 11.0.9600.18617  | 17 октября 2013  | Windows 7, Windows 8.1, Windows Server 2008 R2, Windows Server 2012 и Windows Server 2012 R2 | Обновление Windows: 11.0.40 (KB4012204) |
| Internet Explorer 11 | 11.0.10240.16384 | 29 июля 2015     | Windows 10                                                                                   | Выпущено в Windows 10. Microsoft Edge является браузером по умолчанию от Microsoft в этой версии Windows. |
| Internet Explorer 11 | 11.799.17134.0   | 30 апреля 2018   | Windows 10                                                                                   | Обновление Windows:11.0.126 (KB4505050) |
| Internet Explorer 11 | 11.356.18362.0   | 21 мая 2019      | Windows 10                                                                                   | Обновление Windows 10: KB4516046 |

Хотя других выпусков Internet Explorer не было, 2 апреля 2014 года было выпущено обновление для Windows 7 и 8.1, в которое были добавлены Enterprise Mode, улучшенные инструменты разработчика, улучшенная поддержка WebGL и ECMAScript 5.1.